# Mario Savioni
Mario Savioni (Roma, 1606 – 1685) è stato un cantore, compositore e presbitero italiano.

## Biografia
Nato a Roma nel 1606 da Pietro Savioni, dal 1617 studiò musica e canto presso la Chiesa di San Luigi dei Francesi dove ebbe come insegnante Vincenzo Ugolini che vi ricopriva l’incarico di maestro di cappella.
Era ancora ragazzo quando fu prescelto per la parte di "Dorino" nell’atto III, scena I di “Aretusa”, «favola in musica» di Filippo Vitali, che fu recitata e cantata l’8 febbraio 1620 nella casa di monsignor Ottavio Corsini autore del testo, alla presenza del cardinale Scipione Borghese, a cui era dedicata.
In quello stesso anno il suo insegnante Vincenzo Ugolini fu nominato coadiutore del maestro della Cappella Giulia Francesco Soriano e l’allievo Savioni lo seguì come soprano  rimanendovi dal 4 agosto 1620 al 31 luglio 1623 anno in cui fu licenziato.Ciò fu senz’altro a causa dell’intervenuta muta vocale, fenomeno che nei maschi avviene di solito tra l’undicesimo e il tredicesimo anno e lui era già diciassettenne.Vi rientrò il 1º novembre 1625 come contralto e vi rimase fino al 28 febbraio 1626, ma ormai sotto la guida di Virgilio Mazzocchi. Successivamente forse va identificato con il "mariuccio" contralto della Basilica di Sant'Apollinare in Roma e poi cantò in San Pietro per le festività del 28 giugno degli anni 1630-31; certamente vi cantò negli anni 1632 e 1636-40 oltreché, dal 1637 al 1640, nella "Festa della Dedicazione", che cade il 18 novembre. Frattanto, il 15 settembre 1631, era ritornato in San Luigi dei Francesi come tenore e, dal 1632, vi cantò come contralto, restando in questo ruolo fino a tutto il 1644, coadiuvando inoltre i maestri di cappella in carica, prima Ugolini e poi Orazio Benevoli.
 Non fu solo un virtuoso cantore ma anche un fine compositore che si fece apprezzare per l’eleganza dei suoi mottetti e delle sue cantate, guadagnandosi così la stima dei Barberini, la famiglia del papa Urbano VIII. Fu chiamato a interpretare la parte di Alceste in “Lealtà con valore ossia Il Palazzo incantato” una «attione rappresentata in musica» di Giulio Rospigliosi, composta da Luigi Rossi e fatta inscenare dal cardinale  Antonio juniore nel Palazzo Barberini alla fine di febbraio del 1642.Una così alta protezione gli fruttò, il 16 marzo 1642, l’ingresso nella Cappella pontificia come cantore “soprannumerario” il 16 marzo 1642; il 28 febbraio 1644 ebbe “mezza paga” poi, il 18 dicembre, “paga intera. In seguito alla morte di Girolamo Rosini, noto evirato contraltista, prestò servizio come contralto per i prescritti venticinque anni fino alla “giubilazione”, vale a dire il pensionamento,  il 16 marzo 1667. Ricoprì le mansioni di maestro di cappella nel 1659 e nel 1668. All’atto dell’assunzione dovette prendere gli ordini minori e l’abito talare.

Dal 1643 abitò nella parrocchia di San Lorenzo in Lucina, in due diversi appartamenti nei pressi della Basilica dei Santi Ambrogio e Carlo al Corso e, dal 1652 fino alla morte, in via della Croce, in corrispondenza dell’attuale numero civico 53.
 Savioni seppe rendersi caro ai pontefici regnanti in quel quarto di secolo e ai loro nipoti. Inoltre era un fine compositore e come tale fu stimato ed apprezzato. Entrato nella Cappella sistina con la protezione del cardinale Antonio Barberini, fu poi apprezzato anche da Innocenzo X Pamphili e godette del patronato del cardinale Flavio Chigi, nipote di Alessandro VII; né i passaggi dall’uno all’altro protettore compromisero i buoni rapporti con i precedenti. Lo comprovano le dediche di varie sue opere. Nelle sue composizioni attinse alle proprie esperienze di cantore e di insegnante di canto, nonché alla sua pratica diretta nei generi del mottetto e del madrigale.

## Opere principali

### Mottetti, Madrigali, Concerti
- “Concerti morali e spirituali” a tre voci, su rime devote o sentenziose di poeti coevi (Domenico Benigni, Giovanni Ciampoli, Luigi Ficieni, Girolamo Panesio), dedicati al cardinale Flavio Chigi, 1668;
- “Madrigali morali e spirituali” a cinque voci concertanti, su versi di Luigi Ficieni, Sebastiano Baldini, Domenico Benigni, Girolamo Panesio, Guido Casoni e Giovanni Lotti, dedicati al cardinale Francesco Barberini, 1660;
- "Mottetti a voce sola", con strumenti, raccolta dedicata a donna  Olimpia Aldobrandini Pamphili, opus IV, 1676;
- “Dialoghi”, in volgare, per voci e strumenti, dedicati a Innocenzo X, 1649, andati perduti;
- “Sei cantate per una e tre voci con basso continuo”;
- "Tredici mottetti" per voce sola;
- "Madrigali e concerti a tre voci" dedicati a Maria Mancini Colonna; tra essi un sonetto di Giovambattista Marino 1672;
- "Dieci Mottetti a voce sola con l’aggiunta di un inno".

### Inni
- "Magnificat";
- "Salve Regina";

### Drammi musicali
- "Santa Agnese", dramma musicale in un prologo e tre atti. «con macchine, balli e assalti», commissionato da Camillo Pamphili e recitato nel Palazzo Pamphili al Corso il 14 febbraio 1651, versi di Domenico Benigni canonico in San Pietro e cameriere segreto di Innocenzo X. L’archivio Doria Pamphili conserva la partitura di questo dramma musicale;

### Oratori
- “L'assedio di Samaria” andato totalmente perduto;
- “Santa Margherita”, ne rimane solo il testo, la partitura è andata perduta;
- “La caduta di Vasti“;
- “Oratorio per ogni tempo” a cinque voci, ne rimane la musica manoscritta nell'archivio della Confederazione dell'Oratorio di San Filippo Neri di Roma.

### Annotazioni
1. ↑  «...fanciulletto di anni dodici [...] fece conoscere con l’affettuoso cantare e con l’attitudine de’ gesti quanto buon maestro egli avesse avuto, e quanto fossero in lui gli anni dal senno avanzati...»
2. ↑  «Lo Status animarum di San Pietro, secondo il quale nel 1623 Savioni aveva 17 anni, conferma la data di nascita ricavabile dall’atto di morte».
3. ↑  Divenuto poi papa Clemente IX.

### Fonti
1. 1 2 3 4   Orietta Sartori, Mario Savioni, in Dizionario biografico degli italiani, vol. 90, Roma, Istituto dell'Enciclopedia Italiana, 2017. URL consultato il 31 marzo 2024.
2. ↑   Saverio Franchi, Drammaturgia romana. Repertorio bibliografico cronologico dei testi drammatici pubblicati a Roma e nel Lazio - Secolo XVII, Roma, Edizioni di Storia e Letteratura, Anno 1988,  p. 291, ISBN 9788884989505.